# Eodorcadion jakovlevi fangzhoui
Eodorcadion jakovlevi fangzhoui es una subespecie de escarabajo longicornio perteneciente al género Eodorcadion, categorizada en la tribu Dorcadionini, de la subfamilia Lamiinae. Fue descrita por Lin & Danilevsky en 2011.
El período de actividad en los ejemplares adultos se presenta durante el mes de agosto.

## Descripción
Mide 16,5-21 mm de longitud.

## Distribución
Se distribuye por Asia: en China.